# David Norman
David McDonald Norman Jr. (né le 6 mai 1962 à Glasgow en Écosse) est un joueur de soccer international canadien d'origine écossaise, qui évoluait au poste de milieu de terrain.

## Biographie

### Carrière en sélection
Avec l'équipe du Canada, il dispute 51 matchs (pour un but inscrit) entre 1983 et 1994. Il figure notamment dans le groupe des sélectionnés lors de la coupe du monde de 1986. Lors du mondial il dispute trois matchs : contre la France, la Hongrie et enfin l'URSS.
Il participe également aux JO de 1984.